# صديقاتي العزيزات (مسلسل)
صديقاتي العزيزات (أمس أحبك وباجر وبعده سابقا) هو مسلسل كويتي من إنتاج عام 2014.

## قصة
تدور أحداث المسلسل في إطار رومانسي عن عمارة تجمع بين عيادة أسنان، ومركز تجميل نسائي، تملكه أربع صديقات، تجمعهم الصدفة بأطباء العيادة ويقعوا في حبهن، وتوشك قصة حبهم على التعرض للفشل، فماذا يمكن أن يحدث لتغيير ذلك.

## تغيرات
تغير اسم المسلسل بعد حالة من الجدل من أمس أحبك وباجر وبعده، الي الأسم الحالي.